# Радени (Јаши)
Радени (рум. Rădeni) насеље је у Румунији у округу Јаши у општини Рошкани. Oпштина се налази на надморској висини од 72 m.

## Становништво
Према подацима из 2002. године у насељу је живело 740 становника, од којих су сви румунске националности.